# Raseneisenstein

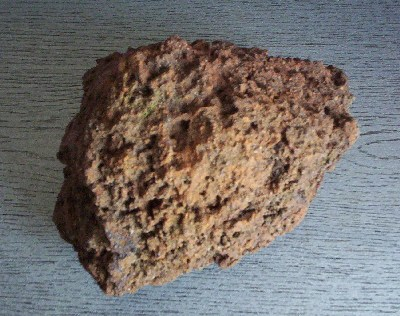
Typische Raseneisenstein-Konkretion

Als Raseneisenstein oder Raseneisenerz werden durch besonders hohe Eisengehalte gekennzeichnete Verfestigungen in rezenten wie fossilen Grundwasserböden bezeichnet, die gesteinsbrockenartig als Konkretionen oder bankartig als Bodenhorizonte auftreten.

## Grundlagen
Raseneisensteine sind durch ausgefallene Eisenminerale verfestigte Sedimentfraktionen des Bodens. Zumeist sind dies Sand, Ton und Schluff, manchmal Kies, sowie unter Umständen organische Substrate (vor allem Torf) mit hohen Metallgehalten.
Die Ausfällung des im Grundwasser gelösten zweiwertigen Eisenoxides zu dreiwertigem Eisenoxid erfolgt immer dann, wenn es unter Sauerstoffeinfluss gelangt, also an oder in der Nähe der Oberfläche.
Diese häufig bis zu einen halben Meter mächtigen Horizonte können in seltenen Fällen bis zu 66 oder 70 Masseprozent Eisen (Fe) enthalten.
Viele dieser Anreicherungen enthalten nachgeordnet auch Mangan, Phosphor und andere Elemente.
Raseneisenstein wurde zur Eisengewinnung verhüttet, auch wenn sein Eisengehalt im Vergleich zu heute verarbeiteten Eisenerzen gering ist.

### Bezeichnungen

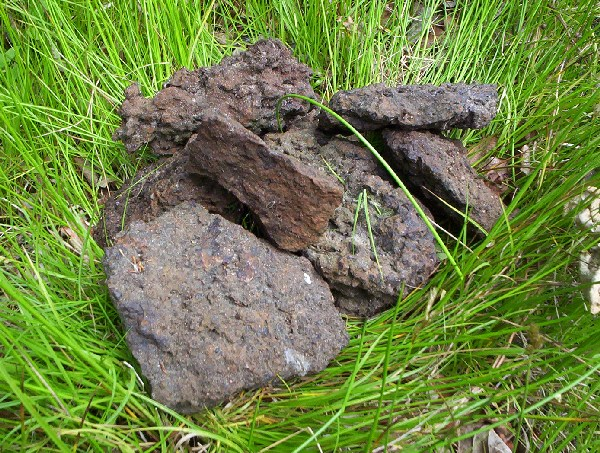
Raseneisensteinstücke aus der Nähe von Żyrardów, Polen

Die Bezeichnung Raseneisenstein rührt daher, dass dieser bei Grundwasser-Böden nahe unter der Rasensode ansteht und leicht mit Spaten und Hacke gewonnen werden kann. Weitere Bezeichnungen für die manchmal sogar wie Schlacke erscheinenden, rotbraunen bis (bei höheren Mangananteilen) blauschwarzen Verfestigungen sind Brauneisenstein, Sumpfeisenstein, Sumpfraseneisenerz oder schlicht Rasenerz bzw. Sumpferz.
Raseneisenstein darf nicht mit seinem mineralischen Hauptbestandteil Limonit verwechselt werden, der ebenfalls als Brauneisenstein oder -erz bezeichnet wird. Weitere Verwechslungsmöglichkeiten begrifflicher Art bestehen mit dem Ton- oder Spateisenstein genannten Eisenmineral Siderit, mit dem Gestein Eisensandstein, dem Ortstein bzw. der Orterde von Podsolen sowie mit Bohnerz. Als Raseneisenerde werden weitgehend unverfestigte Anreicherungen in Gleyböden bezeichnet, die eine Vorstufe zur Entwicklung des Raseneisensteins sein können.

### Entstehung

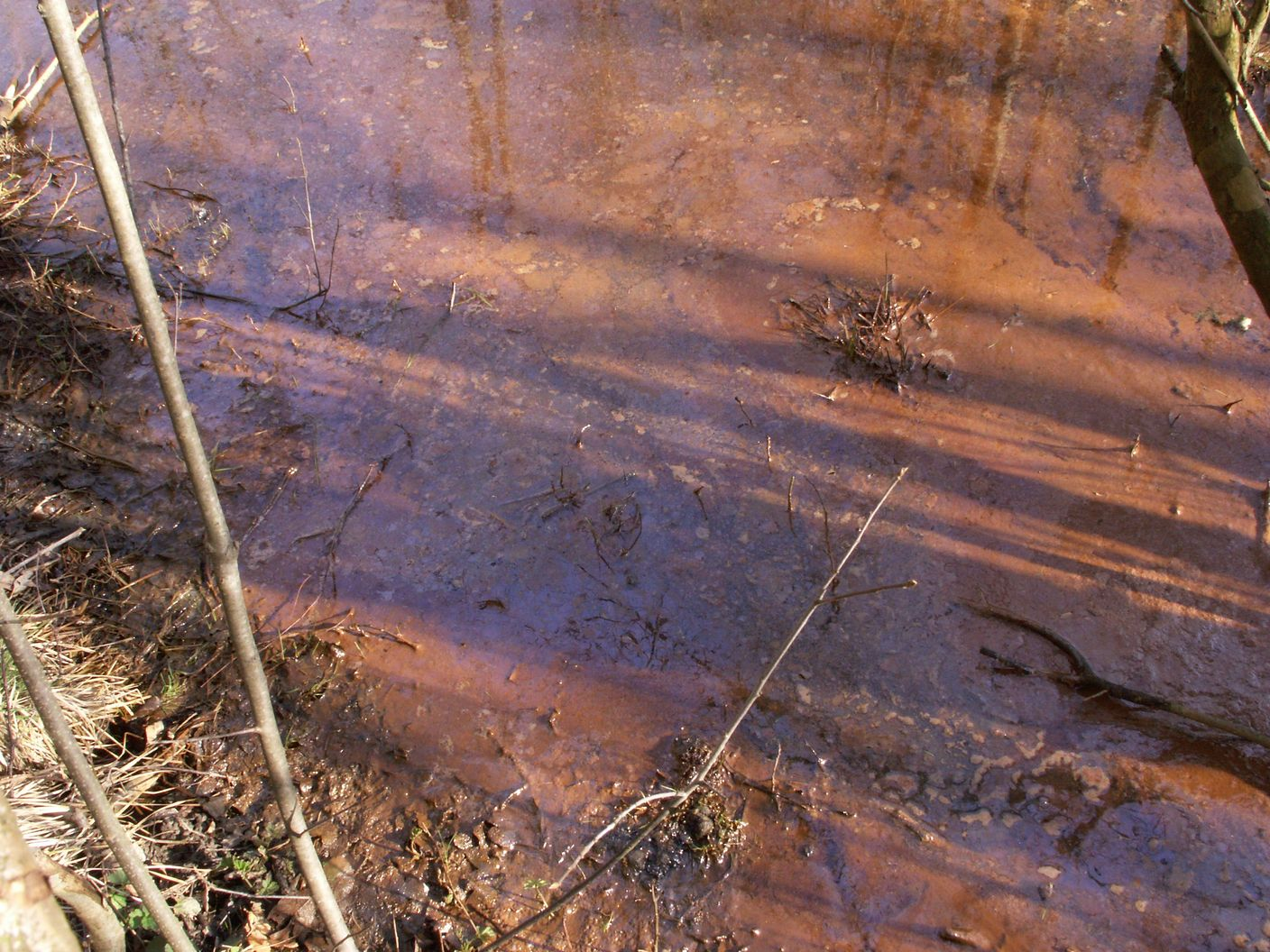
Eisenhaltiges, mooriges Gewässer

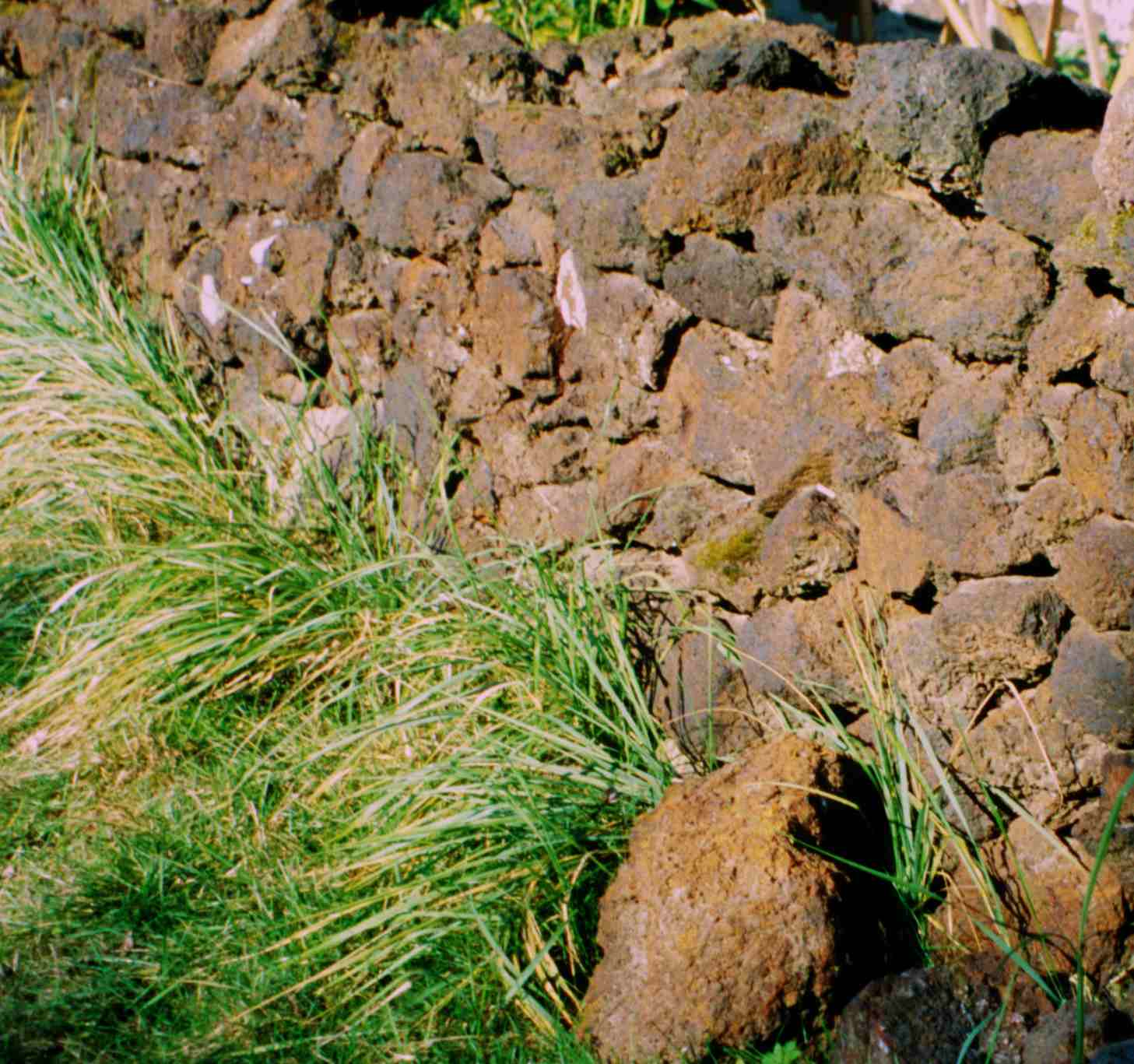
Trockenmauer aus Raseneisensteinstücken

Raseneisenstein kann auf unterschiedliche Art entstehen. Wesentlich sind immer Redoxvorgänge, teilweise unter Beteiligung von Mikroorganismen (Bakterien, zum Beispiel Acidithiobacillus ferrooxidans). Im Schwankungsbereich des Grundwassers, in dem Eisen- und Mangansalze gelöst sind (Sickerwasser spielt hier nur eine untergeordnete Rolle), fallen bei Kontakt mit Sauerstoff oxidische/hydroxidische Eisen- und Mangan-Verbindungen aus (siehe Verockerung). Ausgeprägte Raseneisensteinbildungen gehen oft auf geringe Schwankungen des Grundwasserspiegels bei gleichzeitig stark eisenhaltigem Wasser zurück. Der Entstehungszeitraum von Raseneisenstein erstreckt sich je nach Vorkommen über hunderte bis tausende Jahre.
Besonders häufig bildet sich Raseneisenstein im Oxidationshorizont Go von Gleyen. Gemäß der bodenkundlichen Kartieranleitung werden Go-Horizonte mit als Raseneisenstein-Konkretion vorliegendem Brauneisen als Gkso und solche mit gebanktem Raseneisenstein als Gmso bezeichnet. Ab einer gewissen Mächtigkeit und der typischen festen Ausprägung werden diese Horizonte auch kurz RES genannt. In Gleypodsolen und Anmoorböden kann sich ebenfalls Raseneisenstein bilden.
In Norddeutschland entstanden während des Holozäns, nach der letzten Vereisung, regelrechte Raseneisenerz-Lagerstätten. Sie bildeten sich vor allem in Flussauen in von eisenhaltigem Grundwasser durchströmten fein- bis mittelkörnigen Sanden. Diese ab dem Raseneisenstein wurzelundurchlässigen Böden gelten nur bedingt als ackerbaulich nutzbar und können in der Regel nur als Wiese oder Weideland genutzt werden.
Während der Kaltzeiten des Pleistozäns war in Süddeutschland die Ausbildung von Raseneisenstein in den wärmeren, permafrostfreien Interstadialen möglich. So führen zum Beispiel die Schotterkörper der Rheinterrassen am unteren Mittelrhein sehr manganreiche Raseneisensteinhorizonte. Diese sind häufig an mächtige Schrägschichtungskörper gebunden. Diese Konkretionen zeigen fossile, also frühere Grundwasserstände an und sind deshalb auch über das ganze Profil verteilt und nicht nur nahe der Geländeoberkante zu finden.

## Vorkommen und Schutz
Raseneisenstein kommt weltweit vor allem in den gemäßigten Breiten, insbesondere in feuchten und sumpfigen Niederungsgebieten vor. Klima- und landschaftsbedingt betrifft dies in Europa vorwiegend das nördliche Mittel- und südliche Nordeuropa z. B. in Dänemark (Raseneisensteinvorkommen – dänisch myremalm  – vor allem in Jütland). Ein von Hamburg durch die Mitte Schleswig-Holsteins bis Flensburg verlaufender Streifen umfangreicher Vorkommen ist archäologisch untersucht. Nach dem Dreißigjährigen Krieg wurden die Vorkommen im nördlichen Teil Brandenburgs und in Hütten von Sprottau und Primkenau in Niederschlesien wirtschaftlich genutzt (siehe Abschnitt Eisengewinnung).
Es gibt rezente, heute noch nahe der Erdoberfläche befindliche sowie fossile, im Laufe der Zeit durch weitere Boden- oder Gesteinsschichten verschüttete bzw. überdeckte Vorkommen. Gemeinhin werden nur die letztgenannten in der geologischen Fachliteratur behandelt.
Ehemals bedeutende mitteleuropäische Vorkommen gelten weitgehend als abgebaut. Zumeist sind nur noch randliche Reste oder geringmächtige bzw. kleinräumige Fundstätten der alten Lagerstätten vorhanden, die nicht wirtschaftlich gewinnbar sind. Vorkommen mit als Baumaterial verwendbaren größeren Brocken, die beispielsweise zur Ausbesserung historischer und unter Denkmalschutz stehender Gebäude aus Raseneisenstein benötigt werden, sind selten geworden.
Einige Raseneisenstein-Restvorkommen und Niederungsböden mit gegenwärtiger Eisenoxid-Ausfällung sind in Deutschland mittlerweile – in Nachfolge des Bundes-Bodenschutzgesetzes – wegen ihrer Seltenheit sowie ihrer natur- und kulturgeschichtlich bedeutenden Archivfunktion als „Vorranggebiete für den Bodenschutz“ planungsrechtlich festgesetzt, meist auf lokaler Ebene.

## Orts- und Flurnamen
Das Vorkommen und die Nutzung von Raseneisenstein waren – ähnlich wie beim Eisenerz – direkt namensgebend für zahlreiche Orte und Flurnamen, insbesondere mit dem Namensbestandteil -eisen-, in Deutschland unter anderem für Isernhagen und Iserbrook (isern „eisern“), Eisenhausen, Eisemroth (beide in Mittelhessen) und Jerrishoe (dänisch jern „Eisen“) sowie für etliche Orte mit dem Namensbestandteil -hütten- (von Verhüttung). In Ostdeutschland, wo viele Orts- und Flurnamen slawischen Ursprungs sind, steht gleichbedeutend die Silbe Rud- (z. B. Berlin-Rudow).

## Verwendung

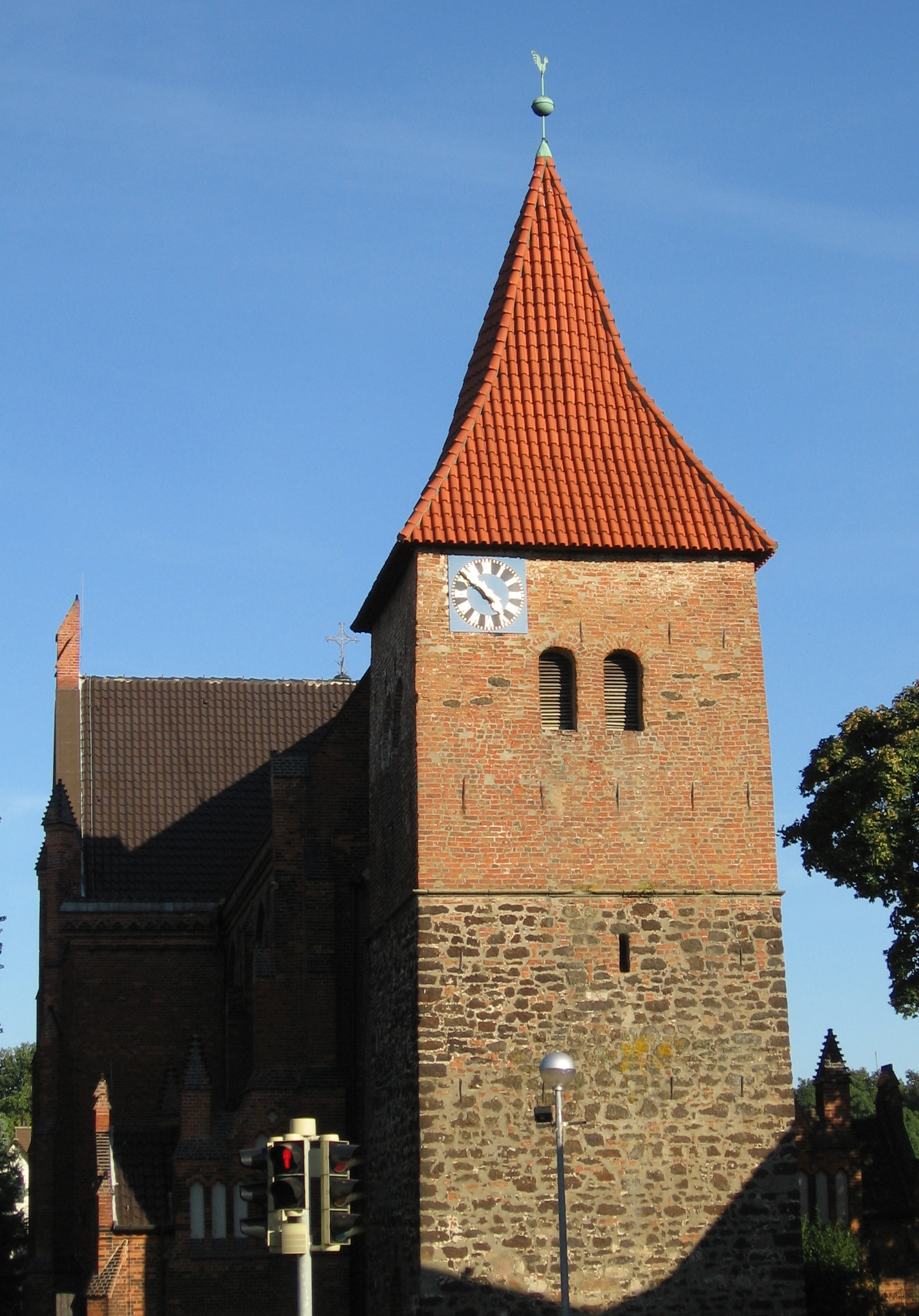
Elisabethkirche Langenhagen: der untere, alte Teil des Kirchturmes besteht aus Raseneisenstein.

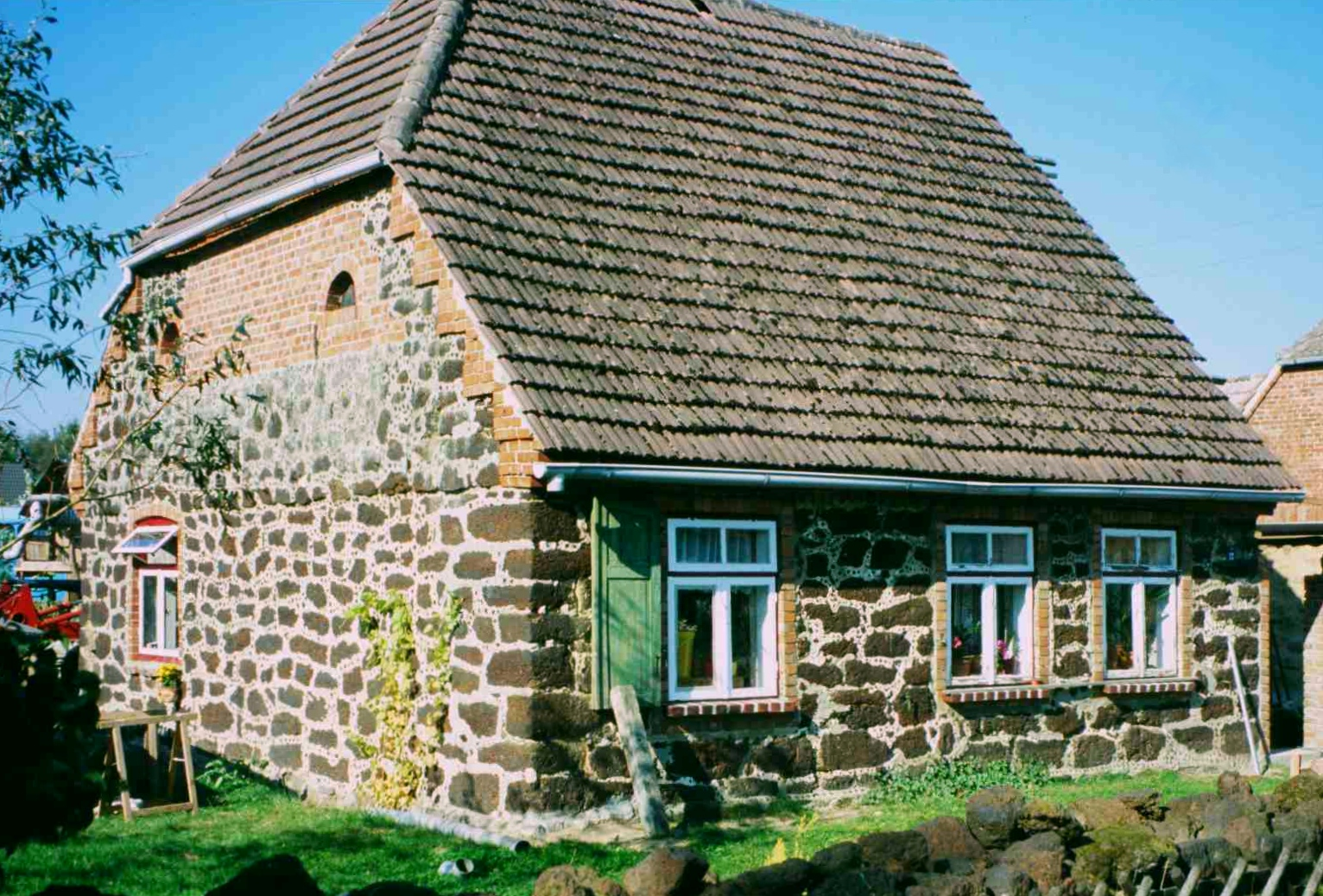
Haus aus Raseneisenstein in Bresegard bei Eldena, Mecklenburg

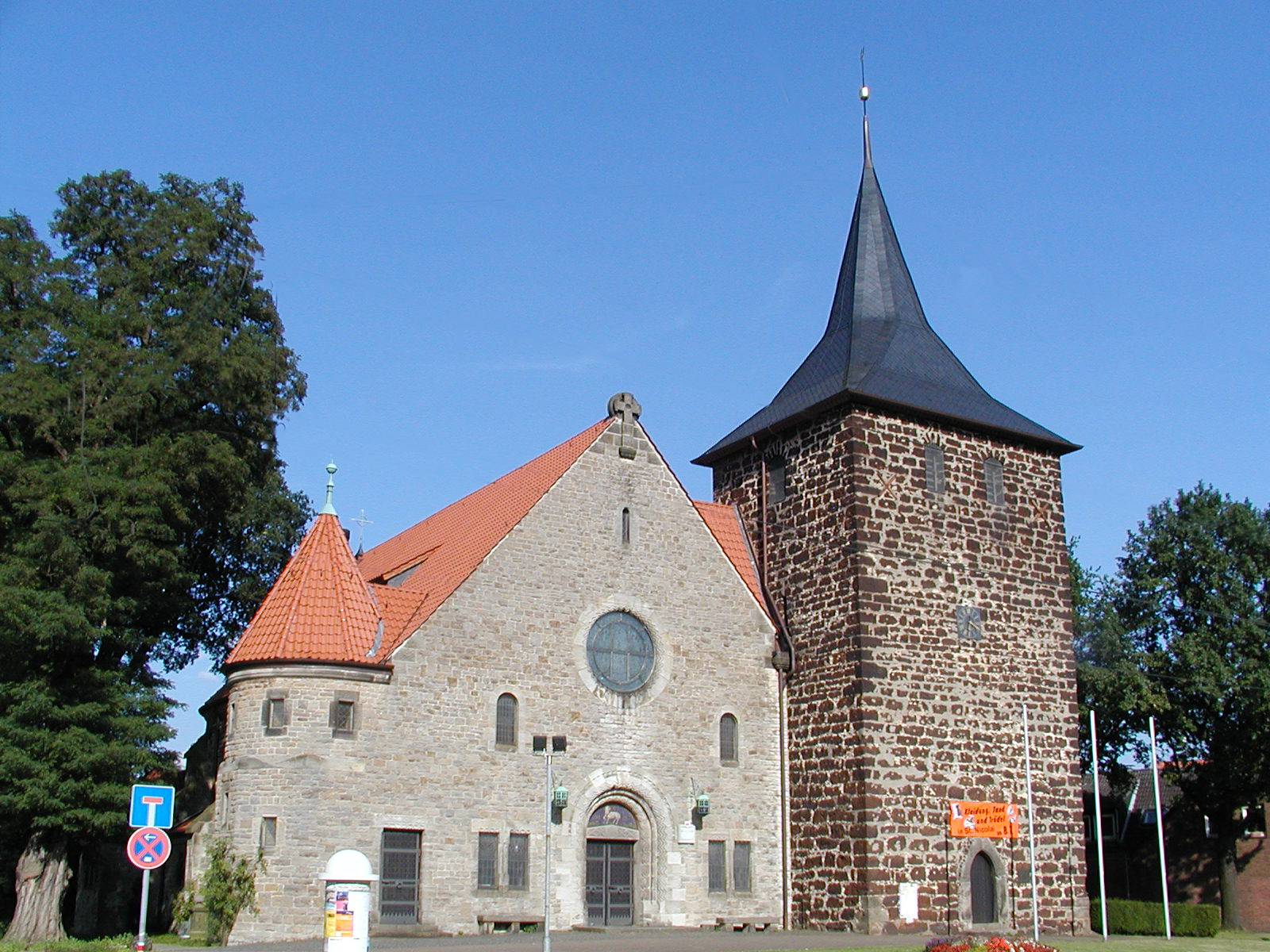
Nicolaikirche in Hannover-Bothfeld. Der Kirchturm besteht vollständig aus Raseneisenstein.

### Eisengewinnung
Raseneisenstein hat eine Eisenkonzentration von 26 bis 48 %, im Extremfall auch bis über 70 %. Raseneisenstein mit Eisenkonzentrationen ab etwa 55–60 % Massegehalt an Eisen wurde in Mittel- und Nordeuropa schon seit der Eisenzeit als Eisenerz gewonnen und in Rennöfen verhüttet.
Für Brandenburg-Preußen hatte der Raseneisenstein einige hundert Jahre lang erhebliche Bedeutung. Das in Zehdenick bereits im 15. Jahrhundert nachgewiesene Eisenhüttenwerk ließ der Große Kurfürst 1664–1666 neu errichten, um darin hauptsächlich Kanonenkugeln gießen zu lassen.
Im 19. Jahrhundert wurden die regionalen Raseneisenstein-Vorkommen am Niederrhein in Ermangelung anderer Quellen zur Eisengewinnung herangezogen.
Die Schwerindustrie im Ruhrgebiet nutzte zuletzt im Zweiten Weltkrieg regionale Raseneisenstein-Vorkommen der Emscherniederung als Ersatz für die sonst verwendeten reicheren Eisenerze.

### Baumaterial

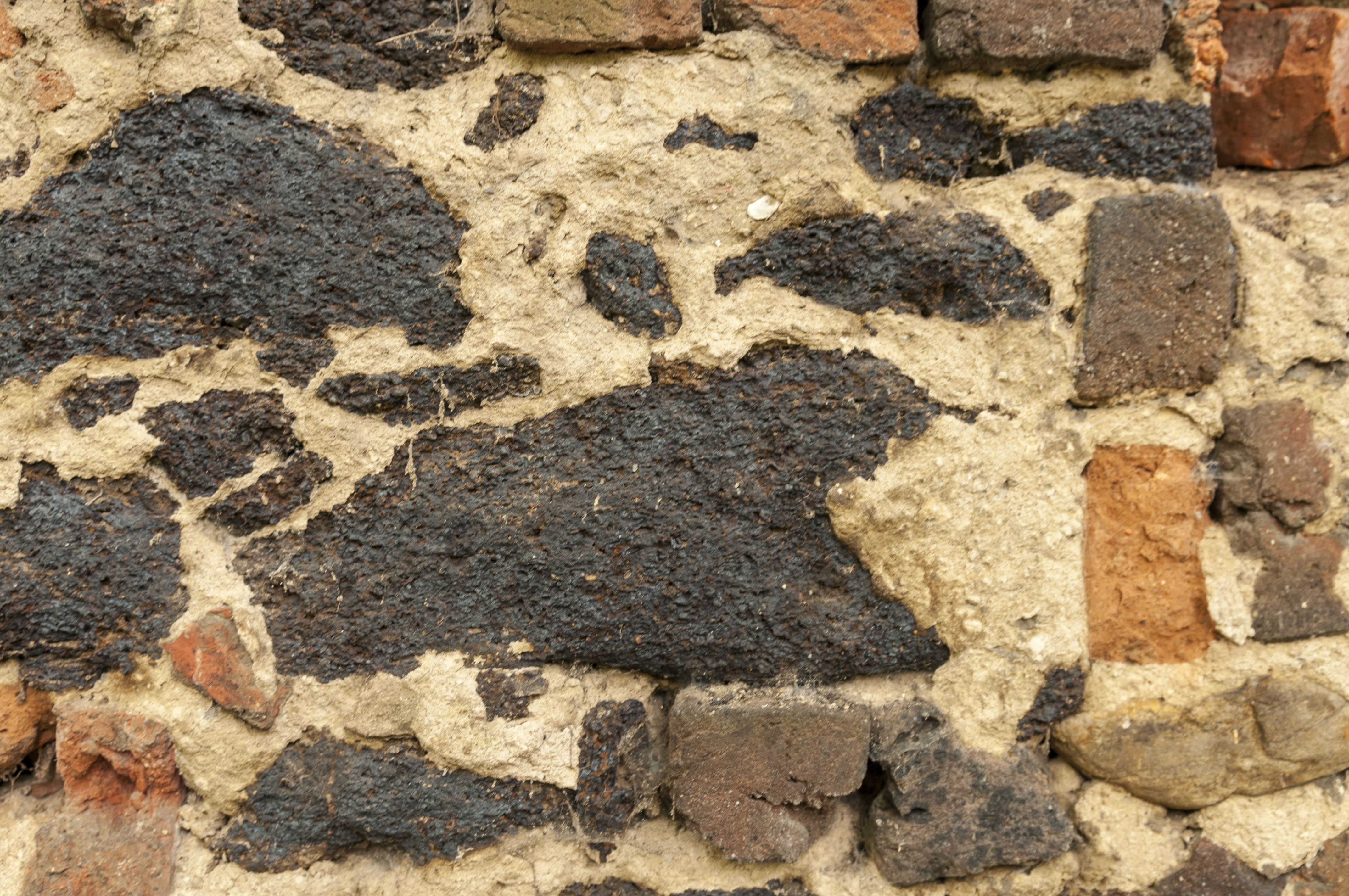
Raseneisenstein und Backstein im Verbund bei der Dorfkirche Alt-Lönnewitz

Der in frisch abgebautem Zustand gut bearbeitbare Raseneisenstein wurde als Baumaterial genutzt. Jedoch taugen dazu nur besonders metallreiche „Steine“, da Material mit geringen Eisengehalten relativ mürbe ist und eine sehr geringe Verwitterungsresistenz besitzt. Eisenreicher, harter und durch seine Poren gut wärmedämmender Raseneisenstein wurde vorwiegend in den gesteinsarmen Tieflandsregionen Mitteleuropas für den Bau von Mauern, Fundamenten und Gebäuden verwendet. Raseneisenstein als Baumaterial wurde bereits von den Wikingern verwendet, so seit 989 bis 1020 an der Küste von Neufundland in ihrer Siedlung in Helluland (Steinplattenland), heute L’Anse aux Meadows.
Beispiele:
- die Stadtmauer der brandenburgischen Stadt Dahme, zum Großteil aus Raseneisenstein bestehend und daher „Eiserne Mauer“ genannt
- alte Häuser (Klumphäuser) und Kirchen, die ganz aus dem dort „Klump“[5] genannten Raseneisenstein errichtet wurden, sind in Teilen Mecklenburg-Vorpommerns typisch; Beispiele sind u. a. das Gestüt Redefin und verschiedene Häuser im südwestlichen Mecklenburg wie in Wöbbelin oder Grebs-Niendorf, kommen aber auch Brandenburg vor, z. B. die Dorfkirche Brachwitz (Treuenbrietzen)
- die Stadtmauer und die pylonartigen Glockentürme der Stadtkirche von Ludwigslust
- die Türme der evangelisch-lutherischen Kirchen St.-Nicolai (Hannover-Bothfeld), St. Osdag in Mandelsloh und in Winsen (Aller) am Südrand der Lüneburger Heide
- der erste, abgebrannte Bau des Domes zu Verden[6]
- das Vorwerk Bärwinkel bei Neuhardenberg von 1800–1803, eines der ersten Werke des später bedeutenden Baumeisters Carl Friedrich Schinkel

Raseneisenstein wurde wegen seiner rustikalen Struktur in einigen Kunstbauten des Dessau-Wörlitzer Gartenreichs, vor allem im Wörlitzer Park verwendet. Besonders hervorzuheben ist die nach der landschaftstypischen Bezeichnung des Raseneisensteins „Eisenhardt“ benannte Baugruppe. Auch der sogenannte „Stein“, eine Miniaturnachbildung des Vesuvs, sowie Brücken und Tunnelsysteme im Park wurden um des Effektes willen mit Raseneisenstein gebaut. Außerhalb des Parks ist das „Rauhe Wachhaus“ am Fliederwall zwischen Vockerode und Wörlitz zu nennen. Im teilweise nach Wörlitzer Vorbild gestalteten Neuen Garten Potsdam besteht die Fassadenbekleidung der Muschelgrotte zum Teil aus Raseneisenstein.
Weiterhin wird Raseneisenstein gelegentlich in der Bildenden Kunst als natürliches Gestaltungsmittel eingesetzt.